# 힐러리 헤이그
힐러리 헤이그 스카버러(영어: Hilary Haag Scarborough, 1973년 12월 3일 ~ )은 미국의 성우이다. 일본 애니메이션 《크르노 크루세이드》의 로제트 역, 《꿈을 먹는 메리》의 주인공 메리 역, 《인피니트 스트라토스》의 황링인 역, 《언고》의 카자모리 역이 대표작이다.